# Hans Günter Schlegel
Hans Günter Schlegel (* 24. Oktober 1924 bei Leipzig; † 22. März 2013 in Göttingen) war ein deutscher Mikrobiologe, der ab 1958 als Hochschulprofessor an der Georg-August-Universität Göttingen wirkte.

## Lebensweg
Hans Günter Schlegel wurde in eine Lehrerfamilie geboren. Nach seinem Notabitur diente er drei Jahre bei der Luftwaffe. Nach dem Krieg studierte Schlegel Naturwissenschaften in Leipzig und Halle, mit dem Ziel Gymnasiallehrer zu werden. Während seiner experimentellen Doktorarbeit bei Johannes Buder, Leiter der Botanischen Anstalten der Universität Halle, über die Photobiologie von Chromatium okenii und Thiospirillum jenense entdeckte er seinen Hang zur Forschung. Er promovierte 1950 mit dem Hauptfach Botanik an der Universität Halle und war anschließend Assistent am Labor von Kurt Mothes in Gatersleben, wo er seine Erfahrungen in Pflanzenphysiologie und allgemeiner Mikrobiologie erweitern konnte. Nach seiner Habilitation erhielt er die venia legendi für Mikrobiologie und Pflanzen-Biochemie 1954 an der Universität Halle und war dort bis 1956 Dozent. Mit Hilfe von Stipendien konnte er zu Studien- und Forschungsaufenthalten nach München (Feodor Lynen) und später nach Cleveland (Lester O. Krampitz, Harland G. Wood).
1958 wurde er auf den Lehrstuhl für Mikrobiologie an der Landwirtschaftlichen Fakultät der Universität Göttingen berufen.
Hans G. Schlegel wurde 1959 Herausgeber des Archivs für Mikrobiologie und übernahm 1969 (ab Band 66) die Funktion des Chefredakteurs von seinem Vorgänger August Rippel-Baldes. Schlegels Buch Allgemeine Mikrobiologie (1. Auflage 1969) gilt als das erste umfassende mikrobiologische Lehrbuch in deutscher Sprache und erscheint noch heute – mit anderen Herausgebern – mittlerweile (2017) in der 10. Auflage. Es gilt als Standardlehrbuch der Mikrobiologie und wurde in acht Sprachen übersetzt. Er veröffentlichte über 350 wissenschaftlich Aufsätze und mehrere Bücher und hatte zahlreiche Schüler in Göttingen, wo er in der Mikrobiologie schulbildend wirkte.

## Ehrungen und Mitgliedschaften
Die Deutsche Akademie der Naturforscher Leopoldina, der er seit 1966 als Mitglied angehörte, ehrte Schlegel 2005 mit der Cothenius-Medaille für sein, wie es in der Urkunde heißt, „der Mikrobiologie in Forschung und Lehre gewidmetes umfangreiches Lebenswerk“.
Er war Vorsitzender der Mathematisch-Physikalischen Klasse und 1984 bis 1988 Vizepräsident und Präsident der Akademie der Wissenschaften zu Göttingen, der er seit 1965 angehörte.
1992 erhielt er den Philip Morris Forschungspreis. Schlegel war mehrfacher Ehrendoktor.
Die Gattung Hansschlegelia wurde nach ihm benannt.

## Schriften
- Allgemeine Mikrobiologie. Thieme, Stuttgart 1969; 5., überarbeitete und erweiterte Auflage, unter Mitarbeit von Karin Schmidt, ebenda 1981, ISBN 3-13-444605-7; 10., unveränderte Auflage, ebenda 2017, ISBN 978-3-13-241885-1 (E-Book).
- als Hrsg. mit Joseph W. Lengeler und Gerhart Drews: Biology of the Prokaryotes. Thieme, Stuttgart 1999.
- Geschichte der Mikrobiologie (= Acta Historica. Bd. 28). Leopoldina, Halle (Saale) 1999; 2. Auflage 2004.